# Iván Korolkov
Iván Ivánovich Korolkov (en ruso: Иван Иванович Корольков; Melovaya, Imperio ruso, 22 de mayo de 1915 - Solntsevo, Unión Soviética, 6 de enero de 1973) fue uno de los tres principales ases de tanques soviéticos (también conocidos como maestros del combate de tanques) que combatieron en las filas del Ejército Rojo durante la Segunda Guerra Mundial, los otros dos fueron Dmitri Lavrinenko y Vladímir Bochkovski. Durante la guerra Korolkov destruyó treinta y cuatro carros de combate enemigos.

## Biografía

### Infancia y juventud
Iván Korolkov nació el 12 de abril de 1981 en Melovaya, una pequeña localidad rural en la gobernación de Kursk —en esa época situada en el Imperio ruso, actualmente ubicada en el óblast de Kursk en Rusia— en el seno de una familia de campesinos rusos (según otras fuentes, ucraniano). En 1928 se graduó en la escuela primaria de su localidad natal y posteriormente trabajó como mecánico. En 1937 se alistó en el Ejército Rojo.

### Segunda Guerra Mundial
Luchó contra los alemanes desde los primeros días de la invasión alemana de la Unión Soviética. Libró su primera batalla en la frontera occidental, en el óblast de Leópolis, luego luchó en las zonas de Zólochiv, Ternópil y Toporuv y posteriormente combatió en la zona de Vorónezh y Glujov, donde, el 5 de septiembre de 1941, llevó su tanque pesado KV-1, que se había incendiado por un proyectil enemigo, al lugar donde se encontraban sus tropas, por lo que fue condecorado con la Orden de la Estrella Roja. Más o menos por esa época fue aceptado como miembro del Partido Comunista. En una batalla el 8 de marzo de 1942 resultó gravemente herido.

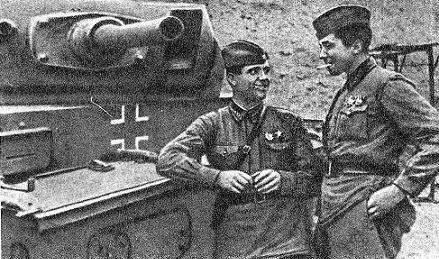
El teniente primero Korolkov (izquierda) y el subteniente Savelyev durante la batalla de Stalingrado en el otoño de 1942.

El 4 de junio de 1942, el entonces teniente Iván Korolkov fue nombrado comandante de una compañía de tanques pesados KV-1 del 1.er Batallón de Tanques de la 133.ª Brigada de Tanques del 64.º Ejército del Frente de Stalingrado.
El 10 de junio de 1942, en una batalla por la estación de tren de Bulatselovka, al oeste de la aldea de Tatianovka (óblast de Járkov), su tanque repelió un contraataque alemán con una fuerza de hasta veinte carros de combate enemigos, durante el enfrentamiento el tanque de Iván Ivánovich destruyó ocho tanques, siete cañones y mató hasta 200 soldados y oficiales enemigos. Los tanques alemanes restantes se retiraron. A pesar de los grandes daños que había sufrido, Korolkov, retiró su tanque del campo de batalla. Al mismo tiempo, su compañía de tanques aseguró la consolidación de las unidades soviéticas en la estación. Por este episodio, el comando del batallón le nominó para recibir la Orden de la Guerra Patria de 1.er grado, pero finalmente recibió la orden más alta del país: la Orden de Lenin (26 de septiembre de 1942).
El 18 de agosto de 1942, durante la batalla de Stalingrado, Korolkov, en un momento crítico de la batalla, cuando la infantería soviética comenzaba a retirarse, saltó de su tanque y dirigió personalmente el ataque del unidades de infantería. A  pesar de estar herido, continuó al mando de su compañía de tanques hasta completar con éxito la misión de combate.
Sólo durante el período comprendido entre el 22 de junio y 20 de septiembre de 1942, la tripulación del KV-1 de Korolkov inutilizó o destruyó veintiséis tanques enemigos, veintidós morteros, tres ametralladoras, un puesto de mando y 1400 soldados y oficiales enemigos.
El 8 de febrero de 1943, fue condecorado con el título de Héroe de la Unión Soviética «por el ejemplar cumplimiento de las misiones de combate del mando en el frente de la lucha contra los invasores nazis y por su valor y heroísmo». Según el documento de concesión de la condecoración:

Defendiendo la ciudad de Stalingrado inspiró con su ejemplo personal al personal de las tripulaciones de combate de tanques para derrotar al enemigo. El 18 de septiembre de 1942, al amparo del fuego de artillería y de los bombardeos aéreos, el enemigo pasó a la ofensiva. Nuestra infantería comenzó a retirarse, él saltó del tanque, los reunió, los animó con la palabra bolchevique y los condujo a la derrota del enemigo. En esta batalla resultó gravemente herido, pero continuó al mando de su compañía

En el verano de 1943, se le confió un batallón de tanques, con el que participó en la batalla de Kursk, su batallón de tanques defendió las alturas de Molotichi y Oljovatka en el frente norte del saliente de Kursk. Después de la batalla, fue nombrado comandante del 39.º Regimiento de Tanques de la Guardia de la 14.ª Brigada Mecanizada de la Guardia del 4.º Cuerpo Mecanizado de la Guardia. Al mando de dicha unidad luchó en la liberación de Ucrania. En diciembre de 1944, después de graduarse de la Escuela de Guardias Blindadas de Oficiales Superiores de Leningrado, fue nombrado comandante del 114.º Regimiento Independiente de Tanques de la 14.ª División de Caballería de la Guardia del Primer Frente Bielorruso.
Entre el 18 de abril y el 1 de mayo de 1945, el mayor de la guardia Korolkov organizó exitosas acciones ofensivas de su regimiento, que infligieron daños significativos a las tropas alemanas en personal y equipo. Personalmente, dirigió repetidamente sus unidades de tanques al ataque. En particular, en las batallas por la aldea de Gross Benitz (Alemania nazi), los tanquistas de Korolkov destruyeron un tanque pesado, cuatro cañones, tres morteros, veintiuna motocicletas, seis camiones y un tren con municiones, así como una gran cantidad de ametralladoras y de infantería enemiga.
El 1 de mayo, resultó gravemente herido en la batalla por la ciudad de Rathenow (Alemania). En esta batalla, las tropas bajo su mando destruyeron dos tanques pesados y otro fue capturado, también eliminaron dos cañones, tres morteros y hasta tres pelotones de infantería enemiga. Por su hábil dirección de las acciones del regimiento, el mando de la división otorgó al mayor de la guardia Korolkov la Orden de la Bandera Roja (29 de junio de 1945).

### Posguerra
Después de la guerra continuó sirviendo en el ejército hasta 1946 que pasó a la reserva. Entre 1946 y 1948 trabajó como director de la empresa Solntsevskaya y después ocupó el puesto de director de la planta de procesamiento de remolacha azucarera de Solntsevo. Vivió y trabajó en el asentamiento urbano de Solntsevo en el óblast de Kursk, donde murió el 6 de enero de 1973.

## Condecoraciones
|  | Héroe de la Unión Soviética (8 de febrero de 1943)                          |
|  | Orden de Lenin, dos veces (26 de septiembre de 1942 y 8 de febrero de 1943) |
|  | Orden de la Bandera Roja (29 de septiembre de 1945)                         |
|  | Orden de la Estrella Roja (5 de diciembre de 1941)                          |
|  | Medalla por la Defensa de Stalingrado (1944)                                |